# 2014년 인도 총선
2014년 인도 총선은 9기로 나눠 치러지는 총선으로 인도 역사상 가장 오랜 선거가 됐던 선거이다. 2014년 4월 7일부터 5월 12일까지 열렸다. 총선은 인도 하원에 해당하는 로크 사바 의원 선출에 연관된 것으로 543개 모든 선거구에서 거행됐다. 선거 결과는 현 로크사바의 임기가 끝나는 5월 31일 이전인 16일에 공표됐다.
인도선거위원회에 따르면 인도 유권자 수는 8억 1천만명을 넘어 세계에서 가장 많은 인원인 것으로 알려졌다. 또한 1억 명 정도의 신규 유권자도 포함돼서 선거기간이 가장 길 뿐 아니라 각 정당 및 투표소 보안 비용을 제외하고도 350억 루피가 소모되어 가장 값비싼 선거였다. 각 정당은 3,050억 루피를 쓰여졌을 것으로 인도 미디어센터가 발표했으며 이는 과거 2009년 총선에 소모한 비용 3,050억 달러의 세 배에 달하는 것으로 2012년 미국 대통령 선거 이후 가장 많은 비용이 투입되는 선거이다.
인도 헌법에 따라 하원 선거는 매 5년마다 혹은 대통령이 해산을 명했을 시 시행된다. 15대 하원 선거(2009)는 2009년 4-5월에 시행되어 자연스레 2014년 5월 31일 현 하원 임기가 끝나는데 선거는 인도선거위원회에서 치러지며 보통 여러 단계를 걸쳐서 시행된다.
2009년 총선 이후 인도 내부의 반부패 캠페인이 상당한 진전을 보임에 따라 정치적 이해관계에 많은 영향을 끼치는 요소로 반부패가 떠올랐다.